# Havdrup Sogn
Havdrup Sogn er et sogn i Greve-Solrød Provsti (Roskilde Stift).
I 1800-tallet var Solrød Sogn anneks til Havdrup Sogn. Begge sogne hørte til Tune Herred i Roskilde Amt. Havdrup-Solrød sognekommune blev ved kommunalreformen i 1970 indlemmet i Solrød Kommune.
I Havdrup Sogn ligger Havdrup Kirke.
I sognet findes følgende autoriserede stednavne:
- Havdrup (bebyggelse, ejerlav)
- Lille Havdrup (bebyggelse)
- Ulvemose (bebyggelse, ejerlav)